# Międzyświeć

Nieoficjalny herb wsi Międzyświeć

Międzyświeć (czes. Mezisvětí, niem. Mendischwetz) – wieś sołecka w Polsce położona w województwie śląskim, w powiecie cieszyńskim, w gminie Skoczów. Wieś leży w historycznych granicach regionu Śląska Cieszyńskiego. Powierzchnia sołectwa wynosi 298 ha, a liczba ludności 1000, co daje gęstość zaludnienia równą 335,6 os./km².

## Historia
Na terenie Międzyświecia znajdują się ruiny grodu Gołęszyców z wieków VII do IX, był to prawdopodobnie najbardziej wysunięty na wschód gród tego plemienia. Wskazywać na to miałoby wał ziemny i fosa, prawdopodobnie służące do obrony przed plemieniem Wiślan na zachodzie. Osada została zniszczona w wyniku najazdu księcia wielkomorawskiego Świętopełka II pod koniec IX wieku.
Miejscowość została po raz pierwszy wzmiankowana w 1448. Do końca średniowiecza wieś pozostawała własnością książęcą. W 1559 Międzyświeć wraz z Wilamowicami zostały podarowane przez księcia Wacława III Adama Janowi zwanemu Skoczowskim, mieszczaninowi skoczowskiemu, w 1553 podniesionemu do stanu szlacheckiego. Na początku XVII w. właścicielem Międzyświecia był Adam Bludowski.
Według austriackiego spisu ludności z 1900 w 34 budynkach w Międzyświeciu na obszarze 298 hektarów mieszkało 305 osób, co dawało gęstość zaludnienia równą 102,3 os./km². z tego 102 (33,4%) mieszkańców było katolikami, 195 (63,9%) ewangelikami a 8 (2,6%) wyznawcami judaizmu, 296 (97%) było polsko- a 8 (2,6%) niemieckojęzycznymi. Do 1910 roku liczba mieszkańców spadła do 268, z czego 111 (41,4%) było katolikami, 150 (56%) ewangelikami a 7 (2,6%) żydami, 247 (92,1%) polsko- a 21 (7,8%) niemieckojęzycznymi.
28 maja 1921 Towarzystwo Rolnicze w Cieszynie postanowiło na teren międzyświeckiego folwarku przenieść z Cieszyna szkołę rolniczą. Zajęcia rozpoczęły się tu 2 listopada 1922 roku, a jej pierwszy dyrektorem został Alojzy Machalica, późniejszy poseł na sejm. Nowy gmach szkoły, projektu cieszyńskiego architekta Alfreda Wiedermanna (1890-1971), wzniesiony został w roku 1927.
W latach 1975–1998 miejscowość położona była w województwie bielskim.